# Медаль Испанской кампании
Памятная медаль Испанской кампании (итал. Medaglia commemorativa della campagna di Spagna) — итальянская награда, учреждённая королевским указом от № 1244 от 6 июня 1940 года. Предназначалась для награждения членов итальянского экспедиционного корпуса, военизированным, ассоциированным и гражданским лицам, следующим за оперативными отделами, итальянским добровольцам, завербованным в Испанский легион, а также персоналу Королевских военно-морских и военно-воздушных сил Италии, участвовавшая в военных акциях и кампания гражданской войны в Испании на стороне националистов.
Для награждения необходимо было пребывать в Испании не менее трёх месяцев в составе воинских формирований, в то время как для членов военно-морских и военно-воздушных сил, соответственно, нужно было находиться на борту в течение трёх месяцев или выполнить три полёта. Награда была также распространена на моряков торговых судов, а также на персонал авиакомпаний, если они оказывали услуги, связанные с кампанией.

## Знаки отличия
Медаль представляет собой бронзовый диск диаметром 33 мм с кольцом-зажимом. 
На аверсе вооружённый мечом и едущий на коне обнажённый рыцарь, попирающий змею и серп и молот. Коня ведёт под уздцы крылатая Победа, держащая лавровый венок. 
На реверсе небольшой рельеф Пиренейского полуострова с оконечностью Сеуты. Поверх полуострова легенда «Guerra Por La Liberation Y Unidad De E Spagna 17 Julio 1936» («Война за освобождение и единство Испании 17 июля 1936 года»). На границе сверху голова крылатой Медузы, а внизу испанский королевский герб между Геркулесовыми столбами, завернутый в знамя короля Карла V.
Лента шириной 37 мм имеет 7 вертикальных линий, представляющих чередование красных (6 мм) и жёлтых (6,5 мм) цветов испанского флага и чёрные внешние края (3 мм) фашизма.